# Michael Wiemann
Michael Wiemann (Beckum, 1987. február 9. –) német labdarúgó, az SV Wehen Wiesbaden hátvédje, de középpályásként is bevethető.